# Julien Darui
Julien Darui   (Oberkorn, 16 de febrer de 1916 - Dijon, 13 de desembre de 1987) fou un futbolista francès.

## Selecció de França
Va formar part de l'equip francès a la Copa del Món de 1938.

## Referències

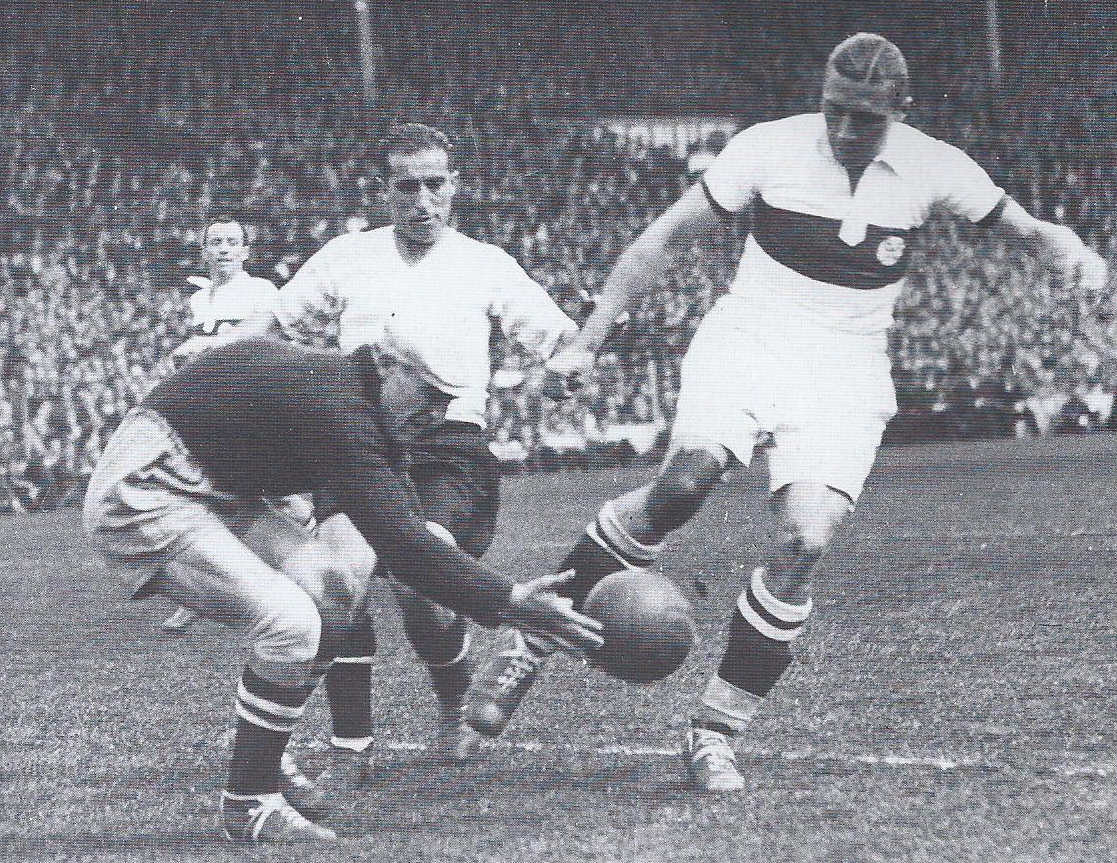
Foto de la final de la copa de França 1938-1939 entre l'Olympique lillois i Racing Club de Paris. El porter de l'OL Julien Darui i el defensa lillois Jules Vandoreen davant el davanter parisenc Perez.